# Jekaterina Sergejewna Smirnowa
Jekaterina Sergejewna Smirnowa (russisch Екатерина Сергеевна Смирнова; * 27. Juli 1990 in Kineschma, Oblast Iwanowo) ist eine russische Crosslauf-Sommerbiathletin.
Jekaterina Smirnowa gab ihr internationales Debüt bei den Sommerbiathlon-Europameisterschaften 2011 in Martell, wo sie mit dem Sprint vor Thordis Arnold und Jelena Jarkowa, der Verfolgung vor Arnold und Eva Puskarčíková sowie dem Mixed-Rennen alle drei Juniorinnen-Titel gewann. Ein Jahr später nahm sie in Osrblie an den Rennen der Frauen bei der Europameisterschaft teil und erreichte im Sprint den 12. und im Verfolgungsrennen den neunten Platz.